# 665년

## 연호
- 당(唐) 인덕(麟德) 2년

## 기년
- 당(唐) 고종(高宗) 16년
- 신라(新羅) 문무왕(文武王) 5년
- 고구려(高句麗) 보장왕(寶臧王) 24년

## 사망
- 신라(新羅)의 왕자(王子) 김문왕(金文王)
- 신라(新羅)의 태자(太子) 소명태자(昭明太子)